# Mistrovství Evropy v atletice do 23 let 2011

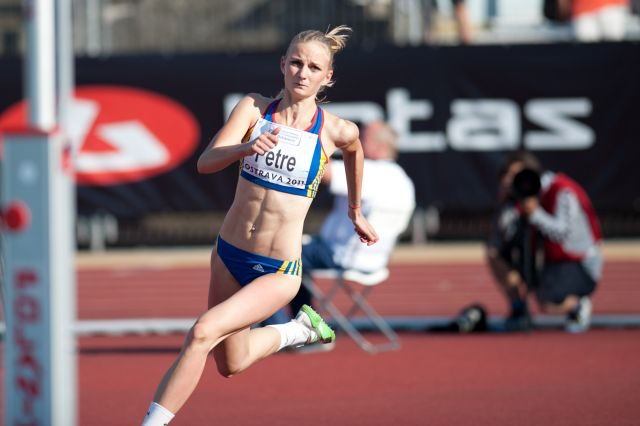
Esthera Petreová - vítězka skoku do výšky

8. Mistrovství Evropy v atletice do 23 let se uskutečnilo ve dnech 14. – 17. července 2011 v České republice na Městském stadionu v Ostravě. Sportovci byli ubytováni na kolejích Vysoké školy báňské, které byly kvůli šampionátu zrekonstruovány.
Mezi největší hvězdy šampionátu patřili Němka Sarah Mayerová (hod kladivem), Ruska Darja Klišinová (skok daleký), Ázerbájdžánka Layes Abdullayevová (10 000 m), Němec David Storl (vrh koulí), Ukrajinec Sheryf El-Sheryf (trojskok), kteří překonali rekord šampionátu a Rumunka Bianca Perieová (skok do výšky), která rekord šampionátu vyrovnala. Dále mezi ně měl patřit i Francouz Christophe Lemaitre, který dlouho dopředu avizoval, že se mistrovství nezúčastní.

## Diskvalifikace
Dvě zlaté (200 m, 4×100 m) a jednu stříbrnou medaili (100 m) původně vybojovala ukrajinská sprinterka Darja Pižankovová. Dopingová kontrola však v jejím těle odhalila přítomnost stanozololu a byla diskvalifikována. O zlato ze štafetového závodu na 4×100 metrů přišla kvůli dopingu i její krajanka Uljana Lepská.
O dvě zlaté medaile přišla ruská běžkyně Jelena Aržakovová, jež zvítězila v bězích na 800 a 1500 metrů. Důvodem diskvalifikace byly abnormální hodnoty hemoglobinu v jejím biologickém pasu, za což později dostala dvouletý trest. 29. ledna 2013 ji ruská federace VFLA pozastavila činnost a byly anulovány všechny její výsledky, kterých dosáhla od 12. července 2011. Dvouletý zákaz startů a o titul mistryně Evropy do 23 let v chůzi na 20 km přišla ruská chodkyně Taťána Minějevová.

## Medailisté

### Muži
| Disciplína      | Zlato                                                                                | Stříbro                                                                                    | Bronz                                                                   |
| 100 m           | James Alaka 10,45                                                                    | Michael Tumi 10,47                                                                         | Andrew Robertson 10,52                                                  |
| 200 m           | Lykourgos-Stefanos Tsakonas 20,56                                                    | James Alaka 20,60                                                                          | Pavel Maslák 20,67                                                      |
| 400 m           | Nigel Levine 46,10                                                                   | Brian Gregan 46,12                                                                         | Luke Lennon-Ford 46,22                                                  |
| 800 m           | Adam Kszczot 1:46,71                                                                 | Kevin López 1:46,93                                                                        | Mukhtar Mohammed 1:48,01                                                |
| 1500 m          | Florian Carvalho 3:50,42                                                             | James Shane 3:50,58                                                                        | David Bustos 3:50,59                                                    |
| 5000 m          | Sindre Buraas 14:22,69                                                               | Ross Millington 14:22,78                                                                   | Jesper van der Wielen 14:23,31                                          |
| 10 000 m        | Sondre Nordstad Moen 28:41,66                                                        | Ahmed El Mazoury 28:46,97                                                                  | Musa Roba-Kinkal 28:57,91                                               |
| 110 m př.       | Sergej Šubenkov 13,56                                                                | Balázs Baji 13,58                                                                          | Lawrence Clarke 13,62                                                   |
| 400 m př.       | Jack Green 49,13                                                                     | Nathan Woodward 49,28                                                                      | Emir Bekrić 49,61                                                       |
| 3000 m př.      | Sebastián Martos 8:35,35                                                             | Abdelaziz Merzoughi 8:36,21                                                                | Alexandru Ghinea 8:38,51                                                |
| Štafeta 4×100 m | Itálie 39,05 Michael Tumi Francesco Basciani Davide Manenti Delmas Obou              | Spojené království 39,10 Andrew Robertson Kieran Showler-Davis Richard Kilty Daniel Talbot | Německo 39,19 Florian Hübner Maximilian Kessler Robin Erewa Felix Göltl |
| Štafeta 4×400 m | Spojené království 3:03,53 Nigel Levine Thomas Phillips Jamie Bowie Luke Lennon-Ford | Polsko 3:02,25 Michal Pietrzak Jakub Krzewina Lukasz Krawczuk Mateusz Fórmanski            | Rusko 3:02,60 Alexej Kenig Anton Volobujev Artem Važov Vladimir Krasnov |
| Chůze na 20 km  | Petr Bogatyrev 1.24:20                                                               | Dawid Tomala 1.24:21                                                                       | Denis Strelkov 1.24:25                                                  |
| Skok do výšky   | Bohdan Bondarenko 2,30 m                                                             | Sergej Mudrov 2,30 m                                                                       | Miguel Ángel Sancho 2,21 m                                              |
| Skok o tyči     | Paweł Wojciechowski 5,70 m                                                           | Karsten Dilla 5,60 m                                                                       | Dmitrij Željabin 5,55 m                                                 |
| Skok daleký     | Alexandr Meňkov 8,08 m                                                               | Marcos Chuva 7,94 m                                                                        | Guillaume Victorin 7,86 m                                               |
| Trojskok        | Sheryf El-Sheryf 17,72 m                                                             | Alexej Fjodorov 16,85 m                                                                    | Jurij Kovaljov 16,82 m                                                  |
| Vrh koulí       | David Storl 20,45 m                                                                  | Dmytro Savyckyj 19,18 m                                                                    | Marin Premeru 18,83 m                                                   |
| Hod diskem      | Lawrence Okoye 60,70 m                                                               | Mykyta Nesterenko 59,67 m                                                                  | Fredrik Amundgård 59,42 m                                               |
| Hod kladivem    | Paweł Fajdek 78,54 m                                                                 | Javier Cienfuegos 73,03 m                                                                  | Oleg Dubickij 72,52 m                                                   |
| Hod oštěpem     | Till Wöschler 84,38 m                                                                | Fatih Avan 84,11 m                                                                         | Dmitrij Tarabin 83,18 m                                                 |
| Desetiboj       | Thomas Van der Plaetsen 8 157 bodů                                                   | Eduard Mikhan 8 152 bodů                                                                   | Mihail Dudaš 8 117 bodů                                                 |

### Ženy
| Disciplína      | Zlato                                                                                      | Stříbro                                                                                      | Bronz                                                                                          |
| 100 m           | Andreea Ograzeanová 11,65                                                                  | Leena Güntherová 11,75                                                                       | Anna Kiełbasińská 11,77                                                                        |
| 200 m           | Anna Kiełbasińská 23,23                                                                    | Moa Hjelmerová 23,24                                                                         | Marit Dopheideová 23,32                                                                        |
| 400 m           | Olga Topilská 51,45                                                                        | Julija Těrechovová 52,63                                                                     | Lena Schmidtová 52,66                                                                          |
| 800 m           | Merve Aydinová 2:00,46                                                                     | Lynsey Sharpová 2:00,65                                                                      | Alexandra Bulanovová 2:01,40                                                                   |
| 1500 m          | Tuğba Karakayaová 4:20,80                                                                  | Corinna Harrerová 4:21,52                                                                    | Katarzyna Broniatowská 4:22,06                                                                 |
| 5000 m          | Layes Abdullayevová 15:29,47                                                               | Jekatěrina Gorbunovová 15:41,14                                                              | Stevie Stocktonová 15:58,51                                                                    |
| 10 000 m        | Layes Abdullayevová 32:18,05                                                               | Ljudmyla Kovalenková 33:35,36                                                                | Catarina Ribeirová 34:10,39                                                                    |
| 100 m př.       | Alina Talajová 12,91                                                                       | Lisa Urechová 13,00                                                                          | Cindy Rolederová 13,10                                                                         |
| 400 m př.       | Anna Jaroščuková 54,77                                                                     | Hanna Titimecová 54,91                                                                       | Meghan Beesleyová 55,69                                                                        |
| 3000 m př.      | Gülcan Mingirová 9:47,83                                                                   | Jana Sussmannová 9:48,01                                                                     | Marija Šatalovová 9:48,22                                                                      |
| Štafeta 4×100 m | Rusko 44,14 Jekatěrina Filatovová Alena Tamkovová Jekatěrina Kuzinová Nina Argunovová      | Francie 44,26 Yariatou Toureová Sarah Goujonová Orlann Ombissaová Cornnelly Calydonová       | Spojené království 44,34 Annabelle Lewisová Emily Diamondová Torema Thompsonová Asha Philipová |
| Štafeta 4×400 m | Rusko 3:27,72 Jevgenija Subbotinová Jekatěrina Jefimovová Julija Těrechovová Olga Topilská | Ukrajina 3:30,13 Kateryna Pljašečuková Alina Lohvynenková Hanna Jaroščuková Julija Oliševská | Francie 3:31,73 Clemence Sorgnardová Marie Gayotová Elea Mariama Diarraová Florie Gueiová      |
| Chůze na 20 km  | Nina Ochotniková 1.31:51                                                                   | Julia Takácsová 1.31:55                                                                      | Antonella Palmisanová 1.36:26                                                                  |
| Skok do výšky   | Esthera Petreová 1,98 m                                                                    | Oksana Okunevová 1,94 m                                                                      | Burcu Ayhanová 1,94 m                                                                          |
| Skok o tyči     | Holly Bleasdaleová 4,55 m                                                                  | Ekateríni Stefanídiová 4,45 m                                                                | Annika Roloffová 4,40 m                                                                        |
| Skok daleký     | Darja Klišinová 7,05 m                                                                     | Ivana Spanovićová 6,74 m                                                                     | Sosthene Moguenaraová 6,74 m                                                                   |
| Trojskok        | Paraskevi Parahristou 14,40 m                                                              | Carmen Tomaová 13,92 m                                                                       | Anna Jagaciaková 13,86 m                                                                       |
| Vrh koulí       | Jevgenija Kolodková 18,87 m                                                                | Sophie Kleebergová 17,92 m                                                                   | Melissa Boekelmanová 17,88 m                                                                   |
| Hod diskem      | Julia Fischerová 59,60 m                                                                   | Nastassia Kashtanavová 56,25 m                                                               | Anita Mártonová 54,14 m                                                                        |
| Hod kladivem    | Bianca Perieová 71,59 m                                                                    | Joanna Fiodorowová 70,06 m                                                                   | Sophie Hitchonová 69,59 m                                                                      |
| Hod oštěpem     | Sarah Mayerová 59,29 m                                                                     | Vira Rebryková 58,95 m                                                                       | Oona Sormunenová 58,54 m                                                                       |
| Sedmiboj        | Grit Šadeiková 6 134 bodů                                                                  | Kateřina Cachová 6 123 bodů                                                                  | Jana Maximovová 6 075 bodů                                                                     |

## Medailové pořadí

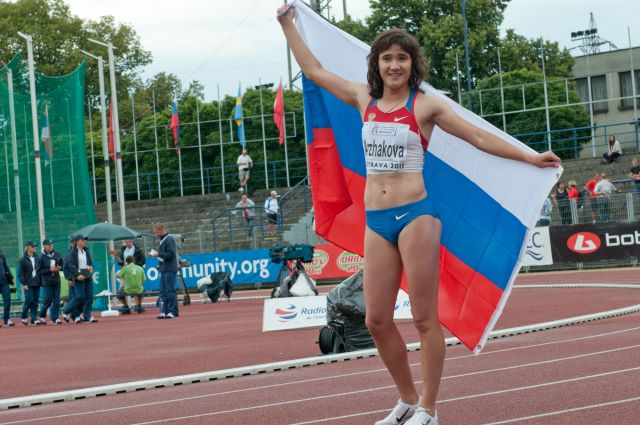
Jelena Aržakovová – vítězka běhu na 800 i 1500 m

| Umístění | Stát               | Zlato | Stříbro | Bronz | Celkem |
| -------- | ------------------ | ----- | ------- | ----- | ------ |
| 1.       | Rusko              | 9     | 4       | 6     | 19     |
| 2.       | Spojené království | 6     | 6       | 8     | 20     |
| 3.       | Německo            | 4     | 5       | 6     | 15     |
| 4.       | Polsko             | 4     | 3       | 3     | 10     |
| 5.       | Ukrajina           | 3     | 7       | 1     | 11     |
| 6.       | Rumunsko           | 3     | 1       | 1     | 5      |
| 7.       | Turecko            | 2     | 1       | 1     | 4      |
| 8.       | Řecko              | 2     | 1       | 0     | 3      |
| 9.       | Norsko             | 2     | 0       | 1     | 3      |
| 10.      | Ázerbájdžán        | 2     | 0       | 0     | 2      |
| 11.      | Španělsko          | 1     | 4       | 2     | 7      |
| 12.      | Bělorusko          | 1     | 2       | 2     | 5      |
| 13.      | Itálie             | 1     | 2       | 1     | 4      |
| 14.      | Francie            | 1     | 1       | 2     | 4      |
| 15.      | Belgie             | 1     | 0       | 0     | 1      |
| 15.      | Estonsko           | 1     | 0       | 0     | 1      |
| 17.      | Srbsko             | 0     | 1       | 2     | 3      |
| 18.      | Česko              | 0     | 1       | 1     | 2      |
| 18.      | Maďarsko           | 0     | 1       | 1     | 2      |
| 18.      | Portugalsko        | 0     | 1       | 1     | 2      |
| 21.      | Irsko              | 0     | 1       | 0     | 1      |
| 21.      | Švédsko            | 0     | 1       | 0     | 1      |
| 21.      | Švýcarsko          | 0     | 1       | 0     | 1      |
| 24.      | Nizozemsko         | 0     | 0       | 3     | 3      |
| 25.      | Finsko             | 0     | 0       | 1     | 1      |
| 25.      | Chorvatsko         | 0     | 0       | 1     | 1      |